# Liste der Kulturdenkmäler in Miellen
In der Liste der Kulturdenkmäler in Miellen sind alle Kulturdenkmäler der rheinland-pfälzischen Ortsgemeinde Miellen aufgeführt. Grundlage ist die Denkmalliste des Landes Rheinland-Pfalz (Stand: 8. Dezember 2023).

## Einzeldenkmäler
| Bezeichnung             | Lage                                    | Baujahr                   | Beschreibung                                                                                     | Bild                           |
| ----------------------- | --------------------------------------- | ------------------------- | ------------------------------------------------------------------------------------------------ | ------------------------------ |
| Wohnhaus                | Hauptstraße 8 Lage                      | 17. oder 18. Jahrhundert  | verputztes Fachwerkhaus, wohl aus dem 17. oder 18. Jahrhundert                                   | Fotos hochladen                |
| Wegekapelle             | Kapellenstraße, bei Nr. 1 Lage          | Ende des 19. Jahrhunderts | Putzbau, neugotischer Schildgiebel, wohl vom Ende des 19. Jahrhunderts                           | Fotos hochladen                |
| Bahnhof Friedrichssegen | Friedrichssegen, Am Weißen Berg 5a Lage | um 1860                   | Empfangsgebäude und Lagerschuppen, Klinker und Fachwerk, um 1860, eingeschossiger Anbau, um 1900 | weitere Bilder Fotos hochladen |